# Jean-Baptiste Silva

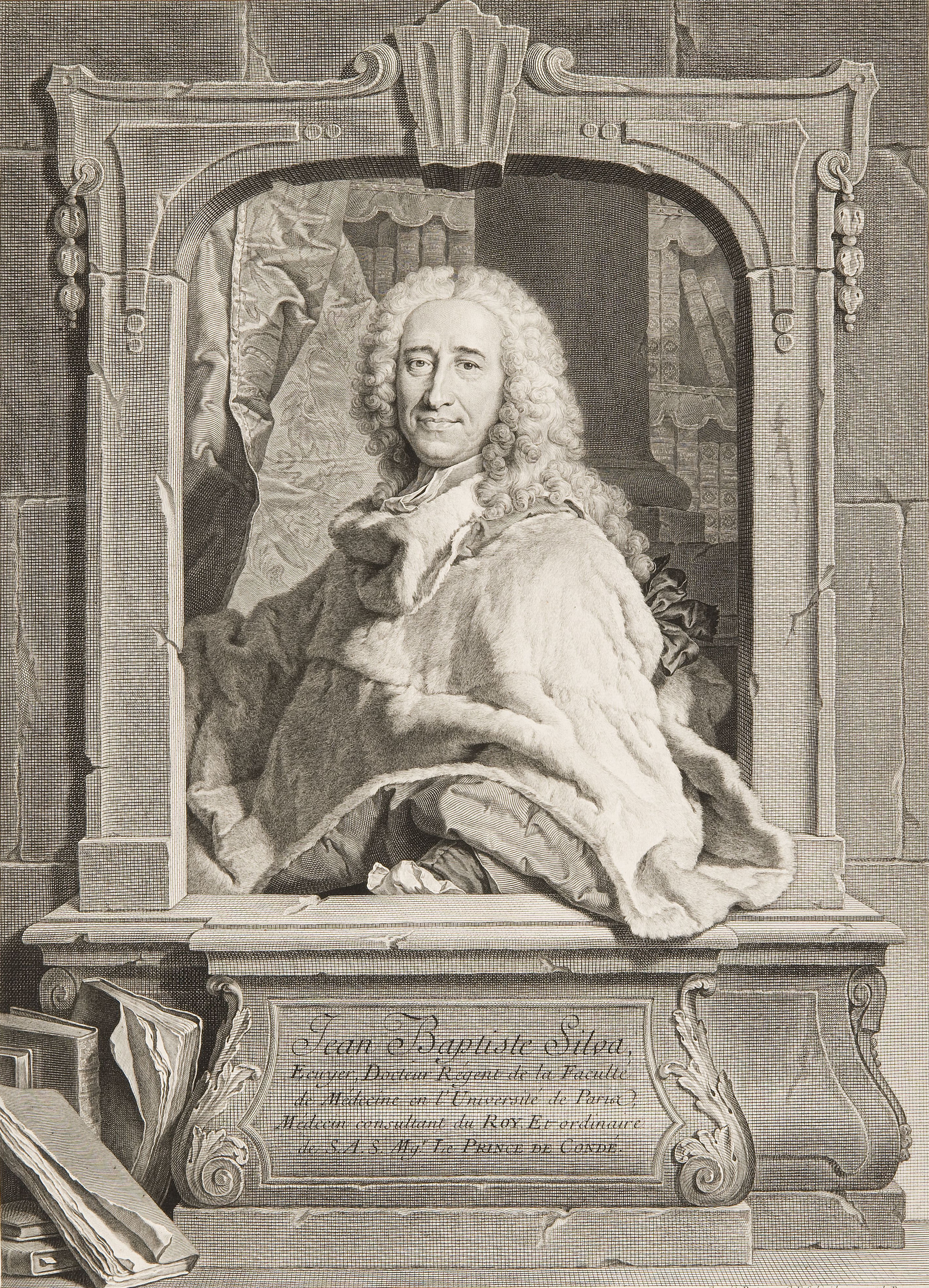
Jean-Baptiste Silva

Jean-Baptiste Silva (* 13. Januar 1682 in Bordeaux; † 19. August 1742 in Paris) war ein französischer Arzt.

## Leben und Wirken
Jean-Baptiste Silva entstammte einer spanischen jüdischen Apothekerfamilie, die sich im 15. Jh. auf der Flucht in Bordeaux niedergelassen hatte. Sein Vater war Arzt in Bordeaux. Silva studierte Medizin in Montpellier und erhielt dort 1701 (oder Feb.1702) seinen Doktorgrad. Anschließend begab er sich nach Paris, wo er die Protektion seines Lehrers Pierre Chirac und des Kollegen Jean Claude Adrien Helvétius, des Leibarztes der Königin, erhielt. 1712 wurde ihm in Paris ein zweiter Doktorgrad verliehen. Als er 1721 bei einer Erkrankung des Königs um Rat gefragt wurde, riet er zu einem Aderlass am Fuß, der Heilung brachte. 1724 wurde er zum konsultierenden Arzt des Königs ernannt. Damit wurde er zum Modearzt. Zu seinen Patienten gehörte auch Voltaire.
Seine Methode des Aderlass leitete Silva von den Thesen des italienischen Arztes Lorenzo Bellini ab. Dieser war durch theoretische Erwägungen zum Schluss gelangt, ein kräftiger Aderlass, weit entfernt vom Krankheitsort ausgeführt, müsste die größte Heilwirkung haben. François Quesnay, ein Arzt in der Provinz, widersprach Silvas (bzw. Bellinis) Thesen, nachdem er sie durch hydraulische Versuche, die er im Labor anstellte, widerlegt hatte.

## Werke (Auswahl)
- Traité de l’usage des differentes sortes de saignées, principalement de celle du pied. Anisson, Paris 1727, Band I (Digitalisat), Band II (Digitalisat)
- Zusammen mit Pierre Chirac. Dissertations Et Consultations Medicinales, De Messieurs Chirac, Conseiller d’État, & Premier Médecin du Roi, & Silva, Médecin Consultant du Roi, & Premier Médecin de S. A. S. Monseigneur le Duc. Durand, Paris 1744, Band I (Digitalisat), Band II (Digitalisat)